# Hazem Emam
Hazem Emam   (El Caire, 10 de maig de 1975) és un exfutbolista egipci de les dècades de 1990 i 2000.
Fou internacional amb la selecció d'Egipte.
Pel que fa a clubs, destacà a Zamalek SC i Udinese Calcio.
És fill de Hamada Emam i net de Yehia Emam, també futbolistes.